# 出埃及記 (香港電影)
《出埃及記》是2007年上映的一部香港電影，由彭浩翔執導，任達華、劉心悠、張家輝、溫碧霞、邵美琪、余安安、林家棟、詹瑞文等主演。本片曾在2009年的香港亞洲電影節上演。

## 劇情
詹建業（任達華 飾）任職警長多年，曾多次面試升職卻未能成事，其外母已甚為不滿，然而妻子Ann（劉心悠 飾）仍默默支持。
某日，滿口粗言的小混混關炳文（張家輝 飾）涉嫌在女公廁偷拍女性如廁而被捕帶進警署，由詹為其錄取口供，關否認偷拍女性如廁的指控，更透露一個驚天大秘密：原來一個女人組織，正策劃殺害所有男人，為求不被男人發現，其成員不時在女廁商討如何行事，關在女廁偷拍，只為搜集相關證據，詹覺得十分荒謬，對此半信半疑，唯關堅持此說，詹唯有照此說為關錄取口供。
詹的上司方子晴（邵美琪 飾）接觸關後，關的口供記錄便離奇失蹤，詹再次為關錄取口供時，關卻完全推翻之前的口供，承認偷拍女性如廁，對之前聲稱的「一個女性組織正策劃殺害所有男人」完全否認。詹因而對上司方起疑，並對「一個女性組織正策劃殺害所有男人」一事產生興趣，不斷私下接觸關，希望關提供更多資料以作調查，但關極不合作，更多次以粗言驅趕詹，調查一直膠著。期間詹接觸到關的前妻潘小源（溫碧霞 飾），後來關去世，潘收到前夫死訊，詹的安慰令二人燃起愛火。詹之妻Ann在有所懷疑下證實了丈夫偷歡，重操旧业……

## 主題
「原來這個世界上有些東西，荒謬到一個程度便沒有人會相信，但並不代表不存在。」

## 演員表
- 任達華 飾 詹建業
- 溫碧霞 飾 潘小源
- 劉心悠 飾 張芳 （Ann）
- 余安安 飾 張芳之母
- 單立文 飾 張芳之父
- 張家輝 飾 關炳文
- 邵美琪 飾 方子晴
- 河國榮 飾 督察
- 符曉薇 飾 報案室女警
- 劉偉恆 飾 陳輝
- 劉家輝 飾 警員
- 詹瑞文 飾 輪椅男
- 呂　潔 飾 輪椅女
- 馬　賽 飾 新娘姐妹
- 黃素歡 飾 女戶主
- 林家棟 飾 裝修老闆
- 邵音音 飾 導師
- 卓韻芝 飾 學員

## 獎項
| 頒獎典禮             | 獎項       | 名單   | 結果 |
| -------------------- | ---------- | ------ | ---- |
| 第27屆香港電影金像獎 | 最佳男配角 | 張家輝 | 提名 |
| 第27屆香港電影金像獎 | 最佳攝影   | 林志堅 | 提名 |

## 外部連結
- 香港影庫上《出埃及記》的資料（繁體中文）
- 開眼電影網上《出埃及記》的資料（繁體中文）
- 豆瓣电影上《出埃及記》的資料 （简体中文）
- 时光网上《出埃及記》的資料（简体中文）
- AllMovie上《出埃及記》的资料（英文）
- 爛番茄上《出埃及記》的資料（英文）
- 互联网电影数据库（IMDb）上《出埃及記》的资料（英文）